# Uvala

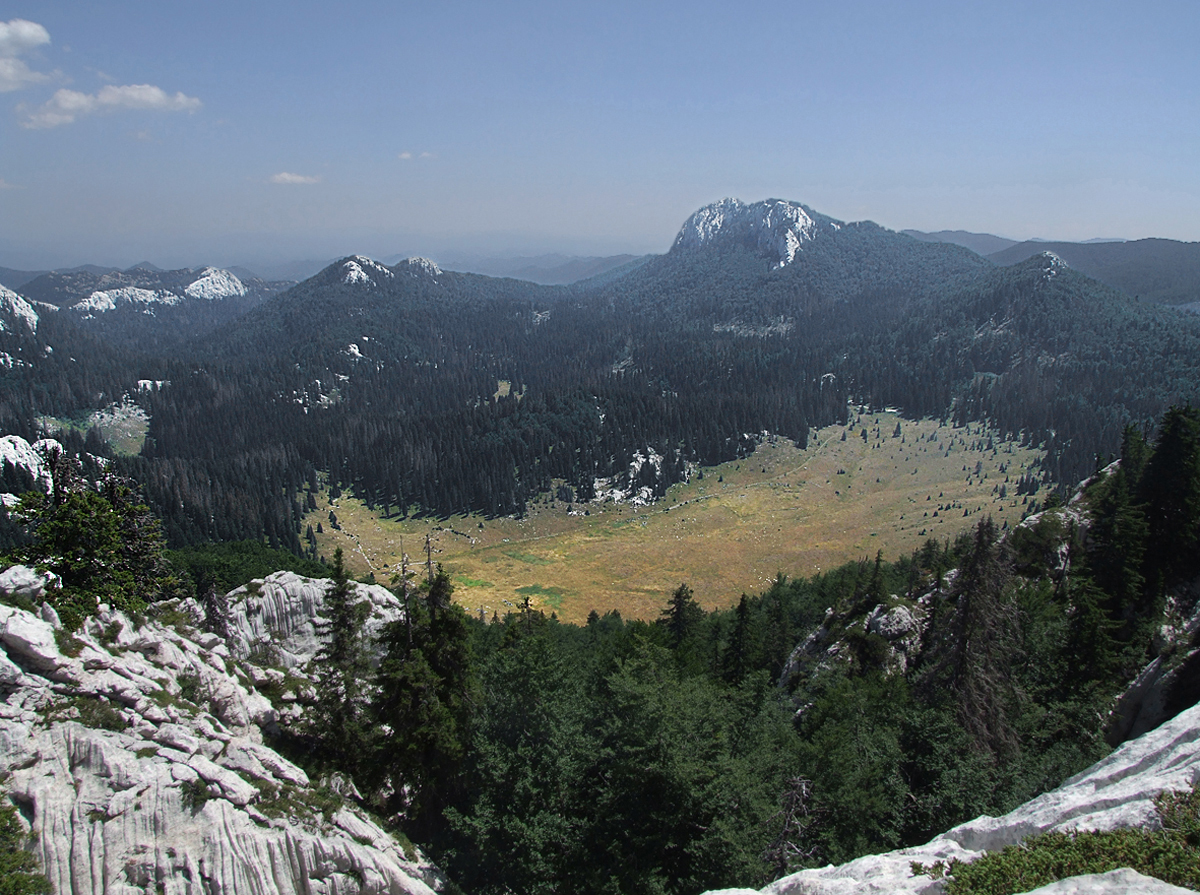
Veliki Lubenovac, N Velebit, Uvala, ca. 1 km lang

Uvala (das, die ) war ursprünglich ein Toponym, welches in Teilen von Bosnien und Herzegowinas, Kroatien, Montenegro und Serbien benutzt wurde. In den Erdwissenschaften werden damit „Closed Karst Depressions“ („geschlossene Karstsenken“, auch Schüsseldoline, Karstwanne) gemeint, die meist eine längliche und unterschiedlich zusammengesetzte Form aufweisen und größer sind als Dolinen. Die Formen werden in den hochgradig verkarsteten Äußeren Dinariden zwischen Slowenien und Griechenland häufig angetroffen. Doch Karstsenken sind auf allen Kontinenten in unterschiedlichen Landschaften anzutreffen, deswegen ist Uvala zum international benutzten Terminus geworden, auch um solche Senken von den bis zu vielen Kilometern langen Poljen zu unterscheiden.
Noch gängige Definitionen von Uvalas sind aber oft dürftig empirisch untermauert. Weil die herkömmlichen Definitionen als unbefriedigend empfunden wurden, wurde der Fachterminus ungern und wenig benutzt, da Uvala im Karstzyklus einen Übergangstyp zwischen kleinen Dolinen und Poljen darstellen. In einigen Publikationen wird sogar empfohlen, den Begriff ganz aufzugeben.

## Geschichte des Begriffs in der Frühphase der Karstologie
Bedeutende frühe karstologische Arbeiten stammen vom serbischen Geographen Jovan Cvijić (1865–1927), einem Schüler Albrecht Pencks; letzterer wird als „Nestor der Karstologie“ bezeichnet, beide Wissenschaftler werden einer „Wiener Schule der Geographie“ zugeordnet. Cvijić betrachtete zunächst häufige Phänomene in den Äußeren Dinariden, die dort als Doline, Uvala und Polje bezeichnet wurden und beschrieb ausgehend von diesen erstmals eine spezifische Geomorphologie und Hydrogeologie des Karstes. In der Folge wurden die genannten Bezeichnungen als Fachbegriffe auch zur Beschreibung entsprechender Phänomene in anderen Weltgegenden verwendet.
Wie andere erste Karstforscher glaubte Cvijić (1921), alle Karstsenkungsformen (siehe Kopftext des Artikels) als Stadien eines Entwicklungsprozesses ( = einer Evolution) über geologische Zeiträume erklären zu können: „Dolinen entwickeln sich zu Uvalas und Uvalas zu Poljen“ ( = Zyklustheorie). Der Begriff „Uvala“ war damit als Stadium innerhalb der genannten Theorie definiert.
Der deutsche Morphologe Herbert Lehmann betrachtete jedoch in international beachteten Arbeiten den Dinarischen Karst nicht länger als universell verallgemeinerbares Modell. In einer Analyse tropischer Karste führte er das Klima als weiteren maßgeblichen Entwicklungsfaktor ein. Dieser Paradigmenwechsel wie auch mittlerweile verfügbare Daten über Karste anderer Weltgegenden begründeten Zweifel an der Allgemeingültigkeit der Zyklustheorie. Damit war auch die Brauchbarkeit eines innerhalb dieser Theorie definierten Begriffs „Uvala“ fraglich geworden.

## Aktueller Stand der Definition
Zyklustheorien werden heute mehrheitlich als überholt oder sogar unhaltbar angesehen, ein Begriff „Uvala“ im Sinne dieser Theorie demzufolge verworfen. Die Autoren Ford und Williams setzen in einem umfangreichen englischsprachigen Referenzwerk ebenso wie in Beiträgen für Enzyklopädien Uvalas sehr großen Dolinen gleich. White (1988) ersetzt „Uvala“ durch „zusammengesetzte Senke“ („compound depression“).
Weitere Autoren ersetzen den Begriff „Uvala“ durch „zusammenwachsende Dolinen“. Das ist widersprüchlich, denn die darin enthaltene, kaum empirisch fundierte Vorstellung entstammt der Zyklustheorie, deren Unhaltbarkeit die Verwerfung des Begriffs „Uvala“ erst motivierte. Typische Formulierungen sind etwa: Wenn sich Lösungsdolinen entwickeln, vergrößern sie sich seitlich und wachsen zusammen. So entstehen zusammengesetzte geschlossene Senken, die als Uvalas bekannt sind. oder: Große Karstsenken sind aus mehreren benachbarten Dolinen entstanden, die zusammengewachsen sind. Wenn nur eine kurze Definition verwendet wird, nutzt zurzeit eine Mehrheit der maßgeblichen Autoren und Herausgeber von Lehrbüchern und Enzyklopädien eines dieser beiden Zitate.
Aufwändigere wissenschaftliche Monographien, wie etwa empirische Studien, motivieren hingegen einen eigenständigen, von der Zyklustheorie unabhängigen Begriff der Karstform „Uvala“. Diese ließe sich etwa durch Besonderheiten im Verteilungsmuster der Verwitterung und der Hydrogeologie, tektonische Induktion, Alter und klimatische Entstehungsvoraussetzungen definieren. Allerdings analysieren die meisten dieser Publikationen europäische Objekte und erscheinen in nicht-englischer Sprache, was ihre internationale Resonanz schmälert.
Neuere empirische Untersuchungen (vor allem ab 2009) haben die noch dominierenden Definitionen einer gründlichen Revision unterzogen: „…uvalas are large (in km scale) karst closed depressions of irregular or elongated plan form resulting from accelerated corrosion along major tectonically broken zones.“ (…Uvalas sind große – im Kilometermaßstab – geschlossene Karstsenken von unregelmäßiger oder länglicher Form, die infolge vermehrter Korrosion entlang vorwiegend tektonischer Bruchzonen entstanden sind). Die Autorin der Untersuchungen plädiert für eine vollwertige Wiedereinführung von Uvalas als eigenständige Karstform. Der Teil der heute noch häufig anzutreffenden Definition, eine „Uvala entsteht durch Aufzehren der trennenden“ Landrücken „zwischen benachbarten Dolinen“ (Zyklustheorie: ‚Dolinen entwickeln sich zu Uvalas und Uvalas zu Poljen‘) ist nicht haltbar. Die Morphologie einer Uvala ist: „…by size larger than a doline and usually smaller than a polje, but differs from these two forms also in morphology and combination of genetic factors, which gives it a status of a particular karst relief form.“ (größer als eine Doline und normalerweise kleiner als eine Polje, unterscheidet sich aber von diesen beiden Formen auch morphologisch und in der Kombination generischer Faktoren und macht sie zu einer eigenständigen Reliefform.)

## Dinarische Uvalas: Notizen zur lokalen Karsthydrologie
Im folgenden Abschnitt wird der Begriff „Uvala“ als eine traditionelle Bezeichnungsweise bestimmter Reliefe innerhalb der Dinariden verwendet.
Die Karbonatschichten der Dinariden sind 4500 bis 8000 m stark, daher reichen sie tief unter den Meeresspiegel. Es gibt dort tausende Höhlen, Höhlenruinen (unroofed caves) und Schächte, deren systematische Erforschung erst in den letzten 20–25 Jahren intensiver betrieben wurde.
Der Velebit ist ein Höhenzug innerhalb der Dinariden. Bakšić (2008) stellte der Öffentlichkeit Ergebnisse zu acht Schächten im Velebit vor, deren tiefster, Lukina Jama genannt, 1431 m weit bis auf 83 m über Meeresspiegelhöhe hinabreicht. Der Velebit zeigt auch (als Jelar breccia bezeichnete) Brekzien, die auf weiten Strecken aufgeschlossen und ausgeprägt wasserwegsam sind. Sie entstanden durch eine Faltungsbewegung des Höhenzugs, die vom Mittleren Eozän bis zum mittleres Miozän andauerte.
Der Velebit ist innerhalb der Dinariden wahrscheinlich auch die Landschaft mit den meisten Uvalas, darunter die besonders prominente Lomska Duliba in Kroatien. An deren südöstlichem Ende befindet sich ein 536 m tiefer, vertikaler Schacht namens Ledena Jama, der einen Teil der Uvala entwässert. Das Wasser wird aber nicht durch einen einzelnen, weiten Gang, sondern durch zahlreiche Klüfte abgeführt. Diese Uvala zeigt einen recht tiefen Einschnitt (Graben), der durch die Velebit-typischen Brekzien gut erklärt werden kann.

## Lässt sich die Eigenständigkeit des Reliefs 'Uvala' wissenschaftlich untermauern?
Nur selten werden geologische Unterschiede in der Entstehung großer Karstsenken untersucht, die eine Unterscheidung von Dolinen und Uvalas rechtfertigen könnten. Möglicherweise eröffnen weitere Studien zur radiometrischen Altersdatierung und interdisziplinäre Studien zur Tektonik und Klimatologie diesbezüglich ein Fenster. Wichtige Fortschritte der natur- und formalwissenschaftlichen Methodik erlauben die Altersbestimmung mehrerer hunderttausend oder sogar Millionen Jahre alter geologischer Objekte auch aus kleinen Proben mit hoher Genauigkeit. Die hierzu erforderliche Laboranalytik ist allerdings recht kostenaufwändig.
Beispielsweise konnten allochthone Sedimente und Fossilien in Klüften, Spalten oder (am besten) Höhlen im geologischen Umfeld großer Karstsenken gefunden werden. An diesen Fundstellen unterlagen die Funde weniger der Verwitterung als die Senke selbst. Als Geoarchive erlauben sie Rückschlüsse auf das Alter der Senke und deren frühere Stadien.

## Der Blick in sehr frühe Phasen: Fragen zu Genese und Evolution
Eine Karstsenke, die bedeutend größer als eine Doline ist, kann mehr als 2,6 mya alt sein; in diesem Fall begann ihre Entwicklung im Pliozän oder sogar Miozän, damit in (sub-)tropischem Klima. Einige Autoren gehen davon aus, dass auf diese Weise (mediterrane) Poljen entstanden. Allerdings können Karstsenken dieses Alters trotz ähnlicher Entstehungsbedingungen je nach Verhältnissen in der gegebenen Region unterschiedliche Formen annehmen. So könne nach Ansicht der Geographin Jelena Ćalić durch vergleichbare, tektonisch bedingte Absenkungen eine Polje entstehen, wenn sich das betroffene Relief im Bereich des Karstwasserspiegels weiterentwickele, aber eine Uvala, wenn es höher gelegen sei.

## Revidierte Definition der Uvula
Die Geographin Ćalić übertrug die Kritik Čars an der bisherigen, ausschließlich morphologisch orientierten Klassifikation von Dolinen auf größere Karstsenken. Sie untersuchte deswegen in den Dinariden 43 solche Senken strukturgeologisch. Zwölf derselben wurden mit einem geeigneten Verfahren genauer topografiert. Die so erstellten Karten zeigten, dass in den Faltungen vor Ort entlang ausgeprägt wasserwegsamer, stark verwitternder Verwerfungen vorrangig ein Relief eigener Art entsteht, dessen spezifische Genese es als „Uvala“ in einem definierbaren Sinn ausweist. So lassen sich auch die im Abschnitt „Dinarische Uvalas: Notizen zur Karsthydrologie“ aufgeführten Beobachtungen verstehen.

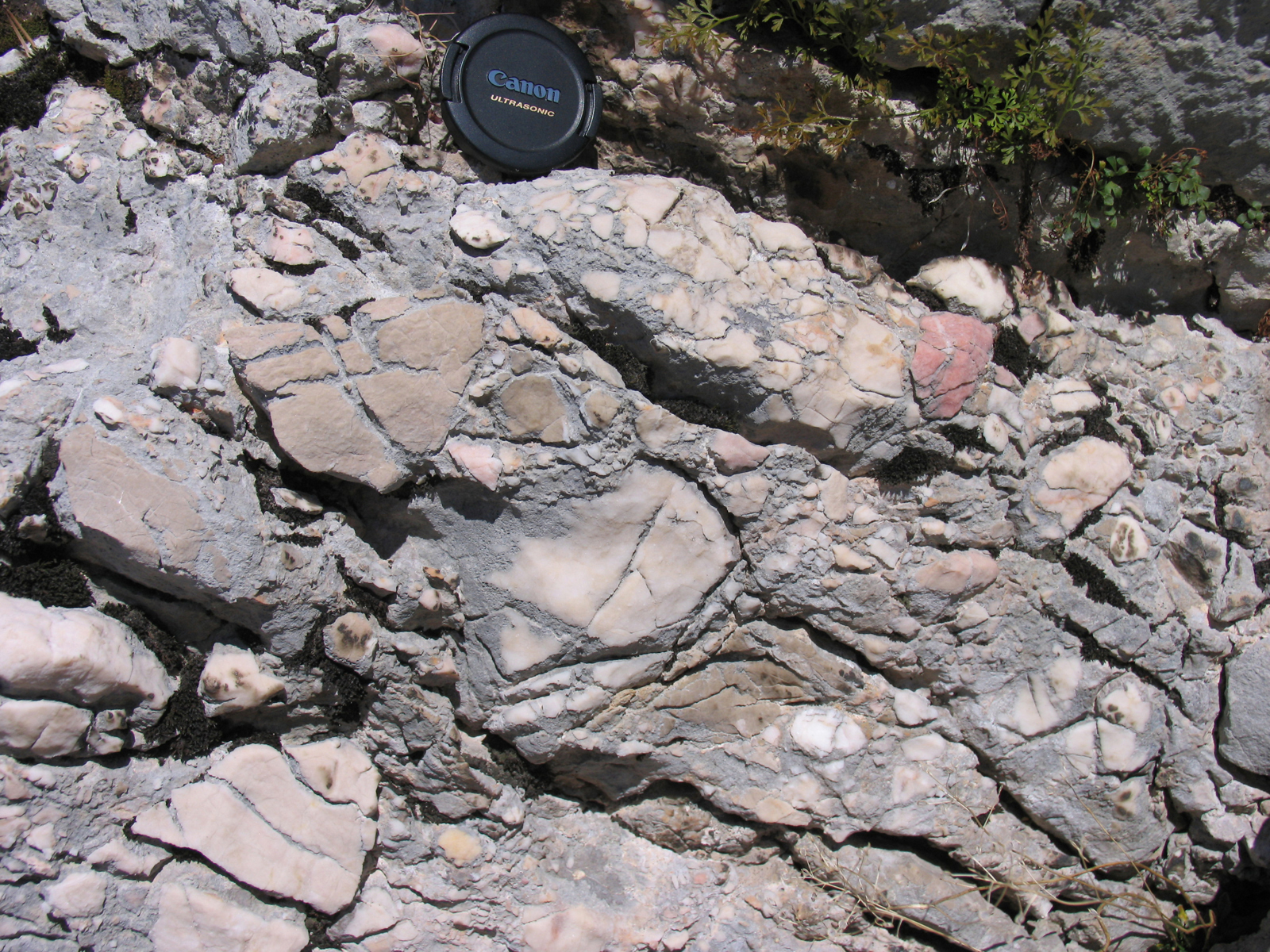
‘Jelar breccia’, Velebit, extensiv aufgeschlossen

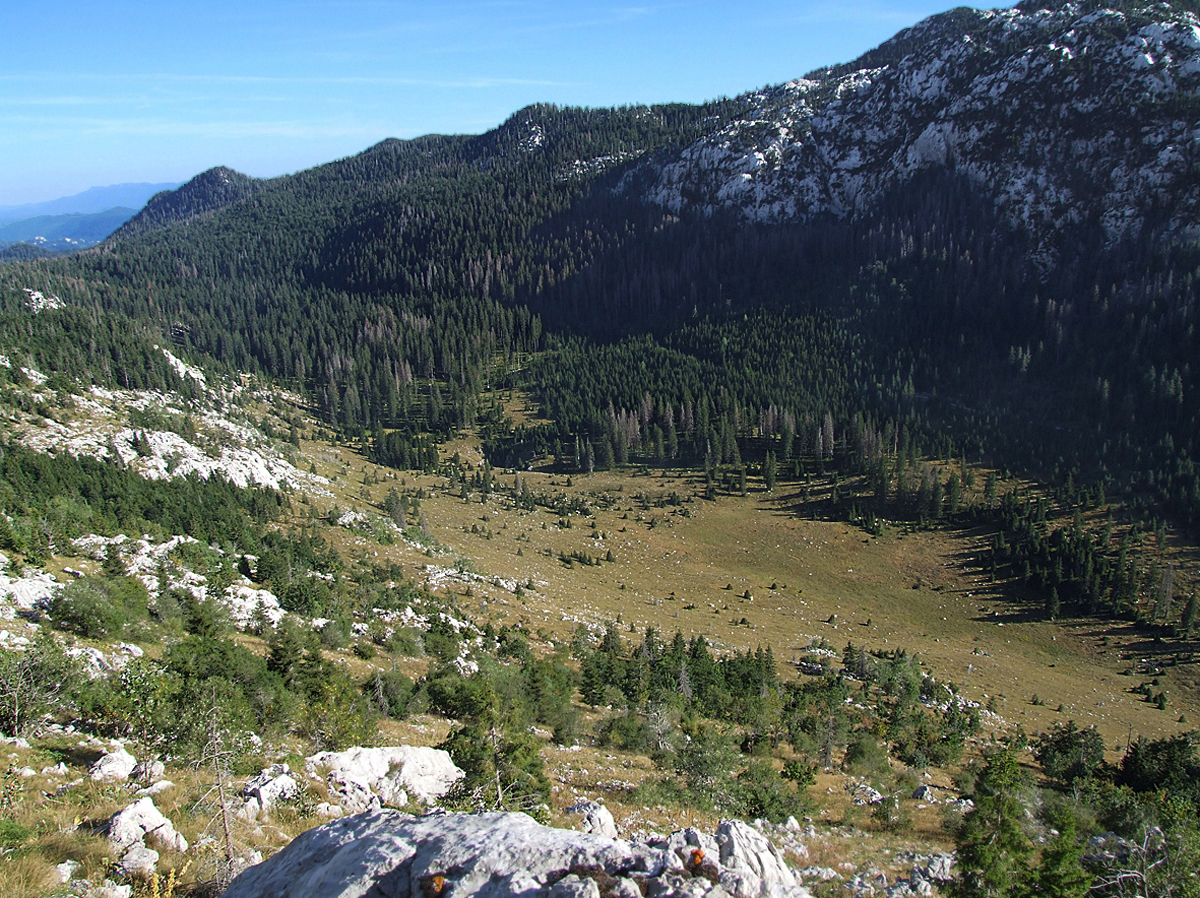
Lomska Duliba, N Velebit, Länge: ca. 7 km, Höhe ü. NN: 1,25 km

Ćalić gelangte 2011 auf der Basis des aktuellen Forschungsstandes zu einer revidierten Definition des Begriffs „Uvala“. Gemäß diesem bezeichnet „Uvala“ eine geschlossene Karstsenke im Kilometermaßstab, die im Gegensatz von karstbedingten Verebnungen in mehr oder weniger starke zergliederte Landschaften eingebettet und von irregulärer oder länglicher Form ist. Sie entsteht entlang größerer Verwerfungen durch besonders rasche Verwitterung, die anders als bei Dolinen nicht Punkte, sondern Linien oder ganze Flächen betrifft. Ihr Boden befindet sich stets deutlich oberhalb des Karstwasserspiegels; er ist wellig oder mit Dolinen übersät, selten durch kolluviales Sediment eingeebnet.
Von diesen wesentlichen Merkmalen der Uvala trennt Ćalić Akzidentien, die in Uvalas ebenfalls zu beobachten sind. So treten saisonal, sehr selten und eher ausnahmsweise kleine Karst-Bäche oder -Teiche auf. Auch zeigen vier von Ćalić untersuchte Uvalas Auswirkungen fluvialer Prozesse. Diese waren jedoch entweder nur in einer Phase der Uvala-Entwicklung wirksam, wie die pleistozänen glazialen und periglaziale Prozesse, die die Gestalt der Lomska Duliba beeinflussten, oder fügten, wie Blindtäler (blind valleys), den wesentlichen Merkmalen der Uvula nur weitere hinzu.
Eine solche Definition führt eine Uvula nicht wie die Zyklustheorie auf Dolinen zurück und vermeidet damit verkürzende Beschreibungen, wie sie im Abschnitt „Aktueller Stand der Definition“ aufgeführt sind. Vielmehr lassen sich so die traditionell als „Uvula“ bezeichneten Karstformen mit ebendiesem Begriff unvoreingenommener und vollständiger beschreiben. Einige enzyklopädische Publikationen machten sich bereits diese Sichtweise zu eigen.

## Beispiele für (mögliche) Uvalas außerhalb der Dinariden

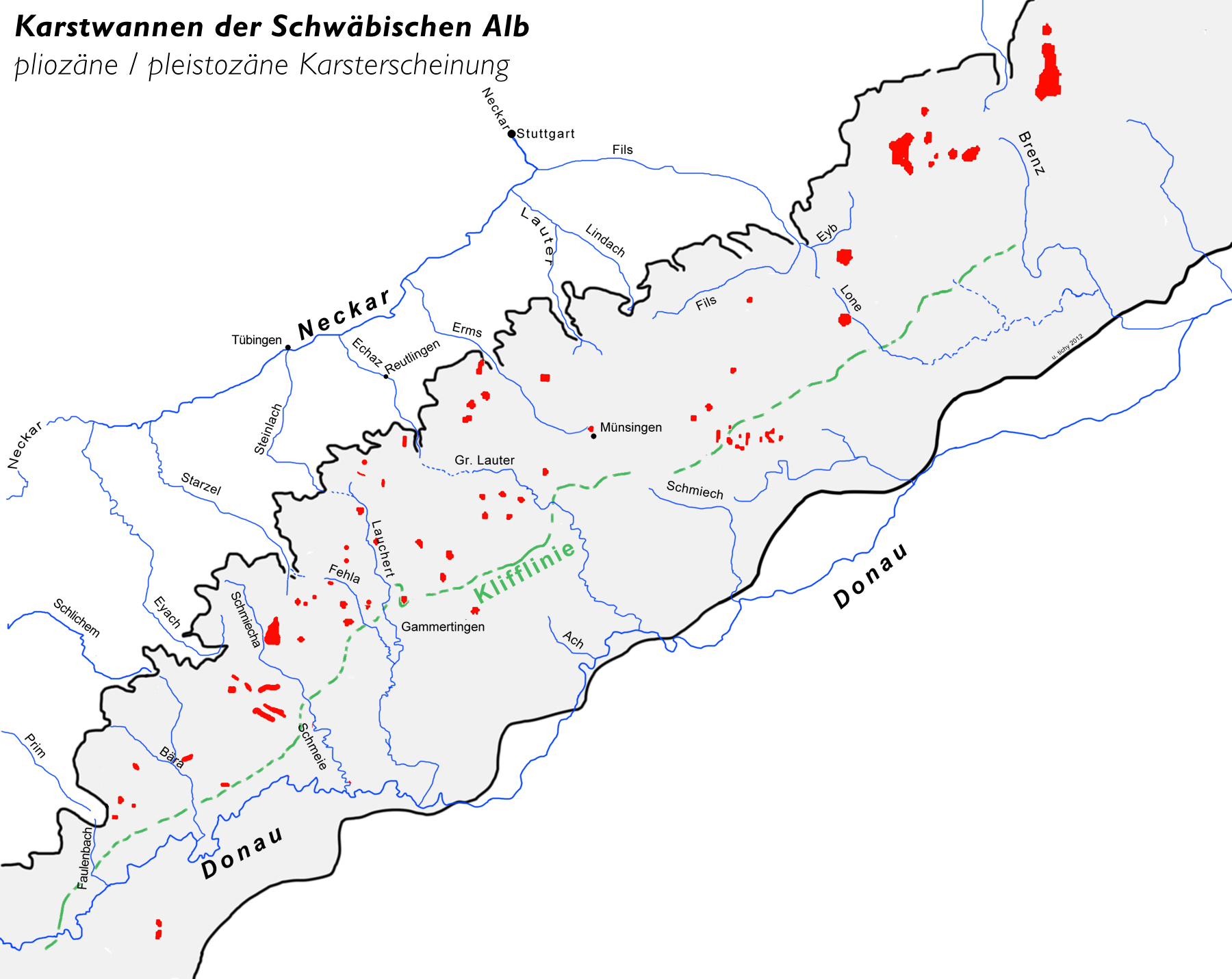
„Karstwannen“ und Flüsse der Schwäbischen Alb

Die von Ćalić vorgelegte, revidierte Definition könnte auch Karstformen außerhalb der Dinariden als Uvalas identifizieren. Im Folgenden werden Kandidaten einer entsprechenden Zuordnung vorgestellt, die aktuell gar nicht oder ohne gesicherte Modellvorstellung als Uvala bezeichnet werden.
1. Obwohl sie die Verwendung des Begriffs ablehnen (s. o. „Aktueller Stand der Definition“), erwähnen Ford & Williams (2007) sechs Uvalas, um auf deren Vorkommen in unterschiedlichen Klimaregionen verschiedener Kontinente hinzuweisen. Zum Teil verweisen sie auf Publikationsquellen.[37] Ansonsten beschäftigen sich bisherige Publikationen des 21. Jahrhunderts erst vereinzelt mit größeren Karstsenken, die kleiner als Poljen und außerhalb der Dinariden zu finden sind.[38]
2. Eingehender beschreiben Bayer & Groschopf (1989) rund 70 Karstsenken in der Schwäbischen und in der Fränkischen Alb, die sie als „Karstwannen“ bezeichnen, und von denen etwa die Hälfte 1000–4500 m lang sind. Sie identifizieren sie nach morphologischen Kriterien eher als Uvalas denn als Poljen.[39]

Pfeffer (2010) beschäftigt die Zuordnung dieser Karstwannen ebenfalls. Er bezieht auch solche in den (südfranzösischen) Causses ein und fasst Karstwannen als eigenständige Form der Karstsenke auf. Hauptsächlich wegen
- eigener morphologischer Befunde,
- den umfänglichen, vielgestaltigen Füllungen der Karstwannen,[41]
- unzureichender Übereinstimmung mit mehrheitlich vertretenen Formdefinitionen und
- der Spärlichkeit an Literatur zu einer solchen west- oder zentraleuropäischen Karstform

zögert er jedoch, sie zu den Poljen oder zu den Uvalas zu zählen.

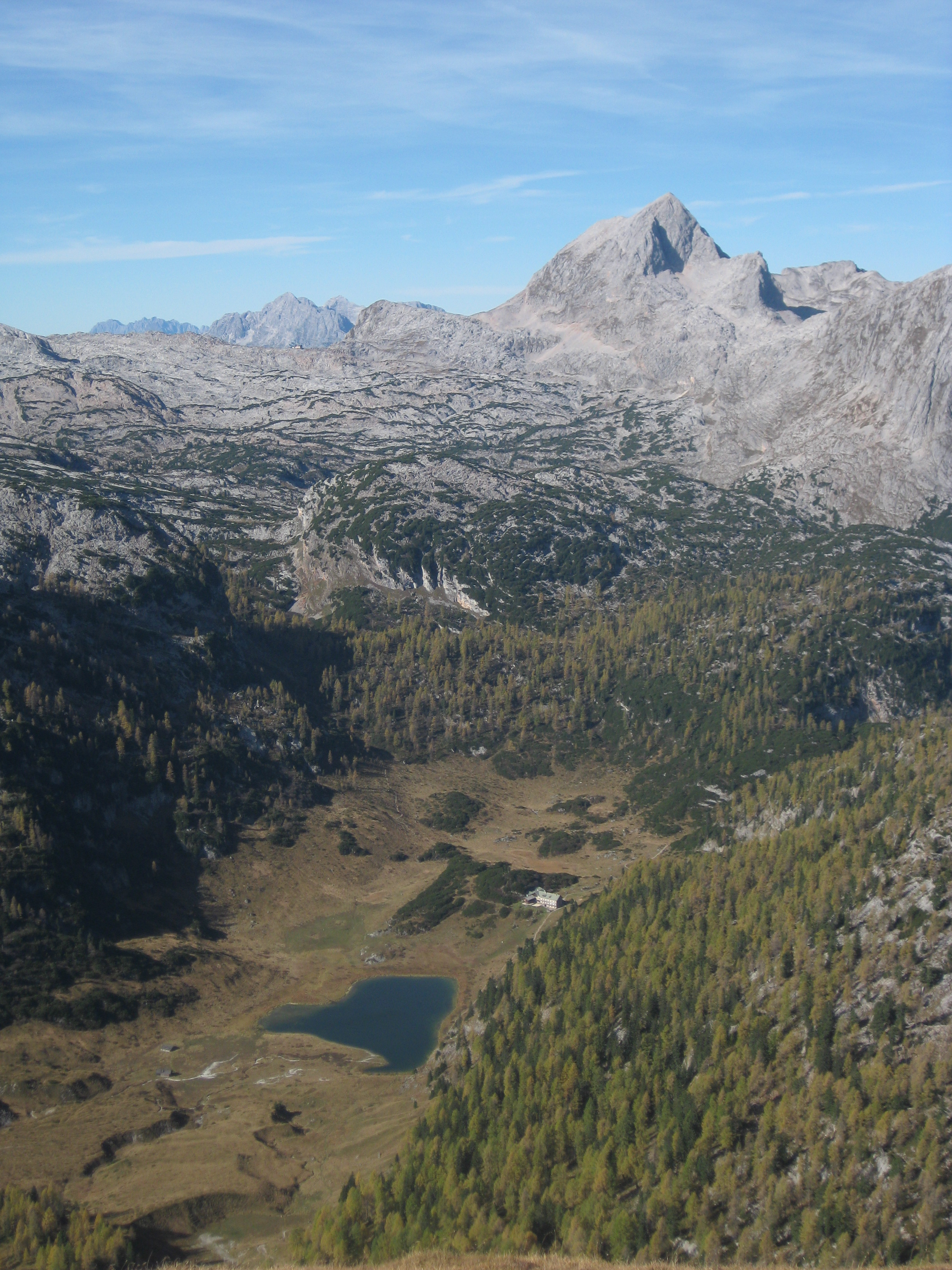
Alpine Uvala „Funtensee“, 2000 × 750 m, Verkarstung von Uvala und See, Berchtesgadener Alpen (Nördliche Kalkalpen)

(3) Im Rahmen der genaueren Beschreibung des Nationalparks Berchtesgaden wurde die „Funtensee-Uvala“ im Steinernen Meer der Berchtesgadener Alpen detailliert untersucht und eine geologische Einordnung versucht (Fischer, 1985).
Der Autor gibt die Maße der Funtensee-Uvala mit 2000 × 750 m an. Sie wird in ihrem hochalpinen Milieu (> 1600 m) von 1800–2200 m hohen Bergen flankiert. Sie erstreckt sich über den Funtenseegraben, eine vermutlich auf das Oligozän zu datierenden Verwerfung. Der allochthone Kalkstein im Graben ist deutlich verwitterungsanfälliger als derjenige des umgebenden Gebirges. Der genaue Karstwasserspiegel ist nicht bekannt, mögliche Schwankungen desselben also auch nicht. Der heutigen karsttypischen Hydrologie ging ein oberirdisches Flusssystem voraus, das bis ins Pannonium bestanden haben könnte. An der tiefsten Stelle der Uvala verbleibt vom ehemals sehr viel größeren Funtensee ein kleiner, max. 5,5 m tiefer Rest.
Fischer begründet ausführlich, warum die Funtensee-Uvala keine Polje ist. Er führt sie (an Cvijić orientiert) auf zwei vorbestehende Dolinen zurück. Aufgrund des Alters der Uvala könne ihre heutige Form nicht ausschließlich durch Verwitterung erklärt werden, sondern sei wesentlich durch die pleistozäne Vergletscherung mitbedingt. Letztere habe auch Unregelmäßigkeiten des Reliefs wesentlich verstärkt.

## Siehe auch

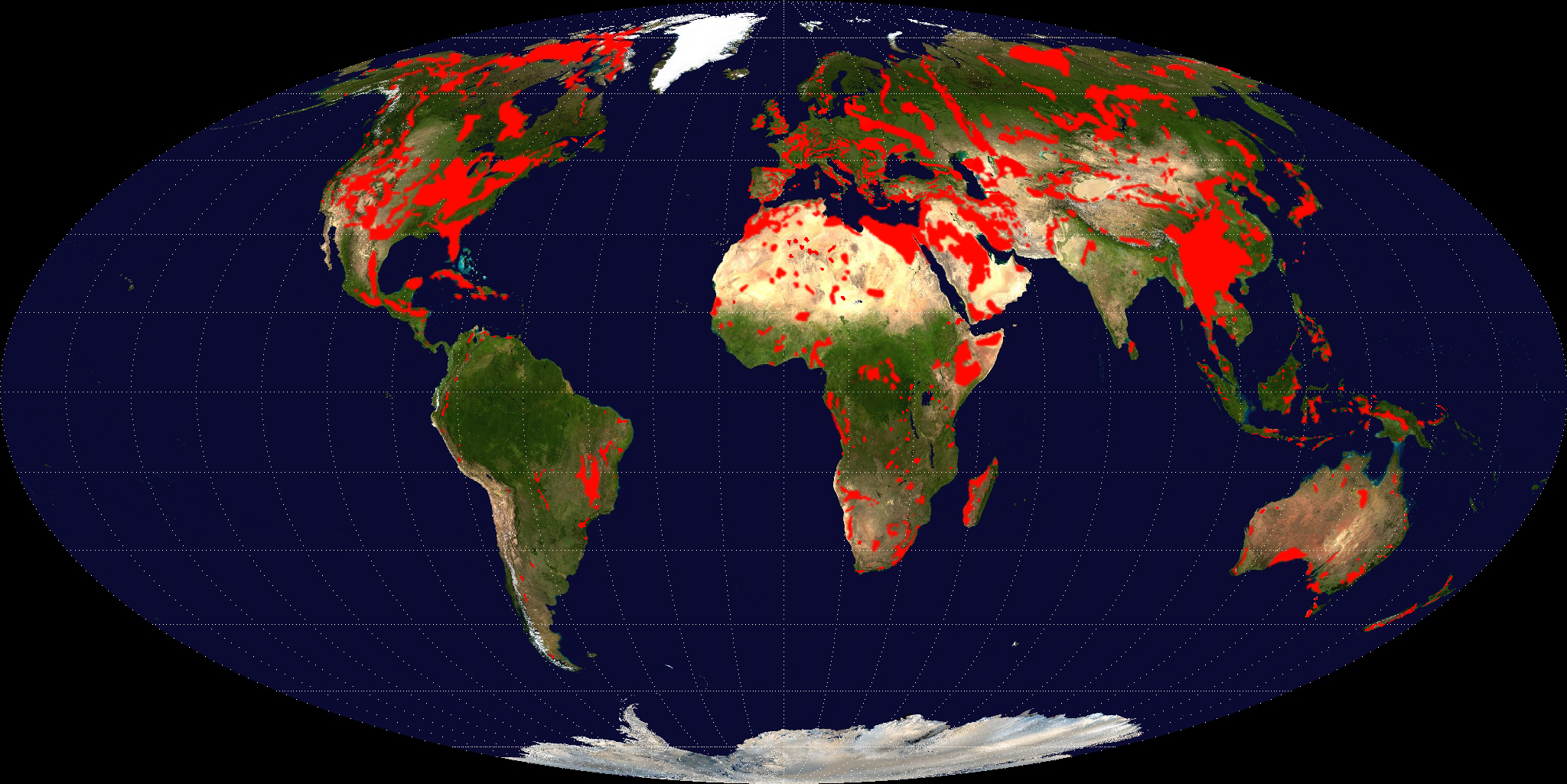
Aufgeschlossenes Karbonatgestein (ohne Evaporite), Ca. 20 % der eisfreien Landflächen
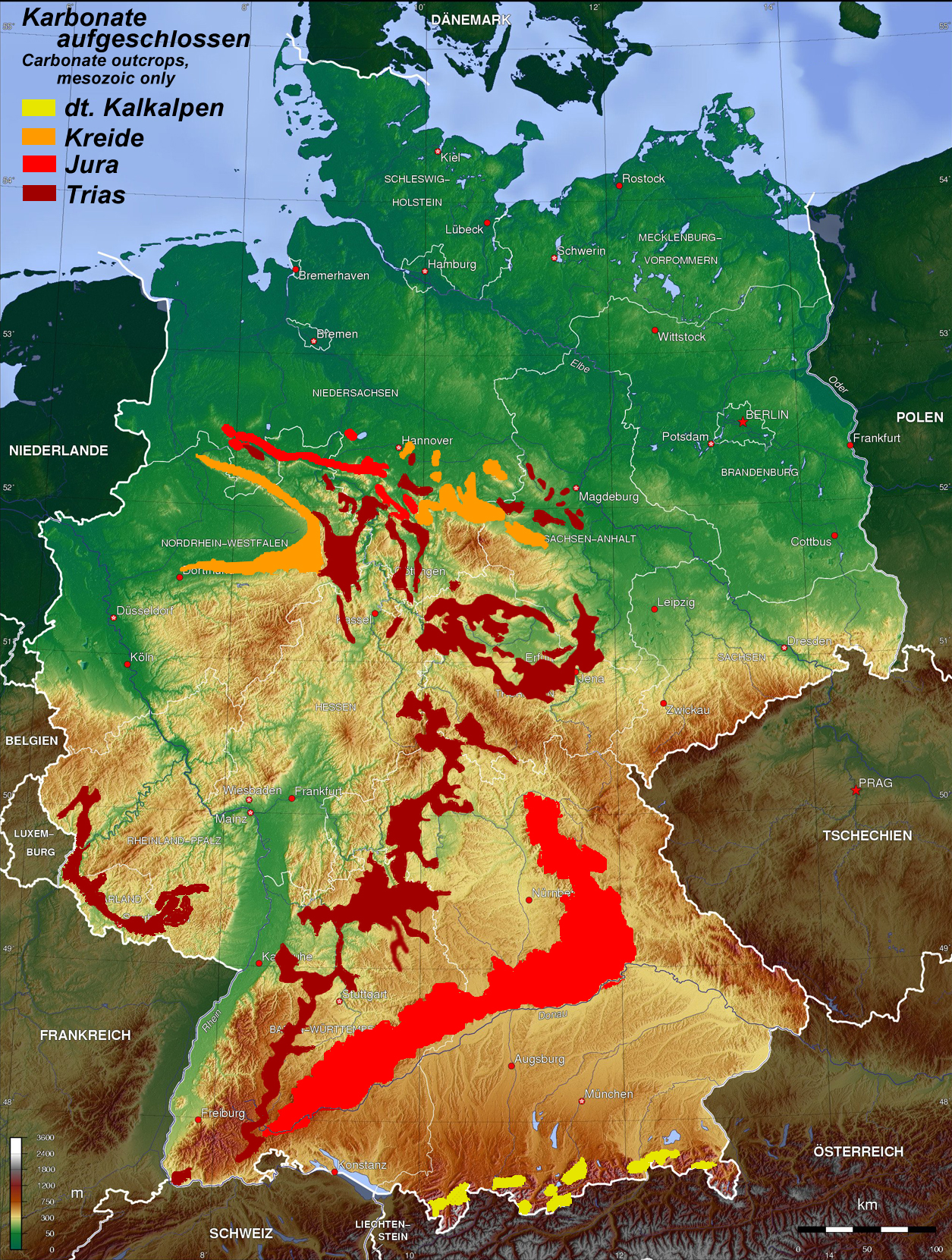
Aufgeschlossenes Karbonatgestein in Deutschland
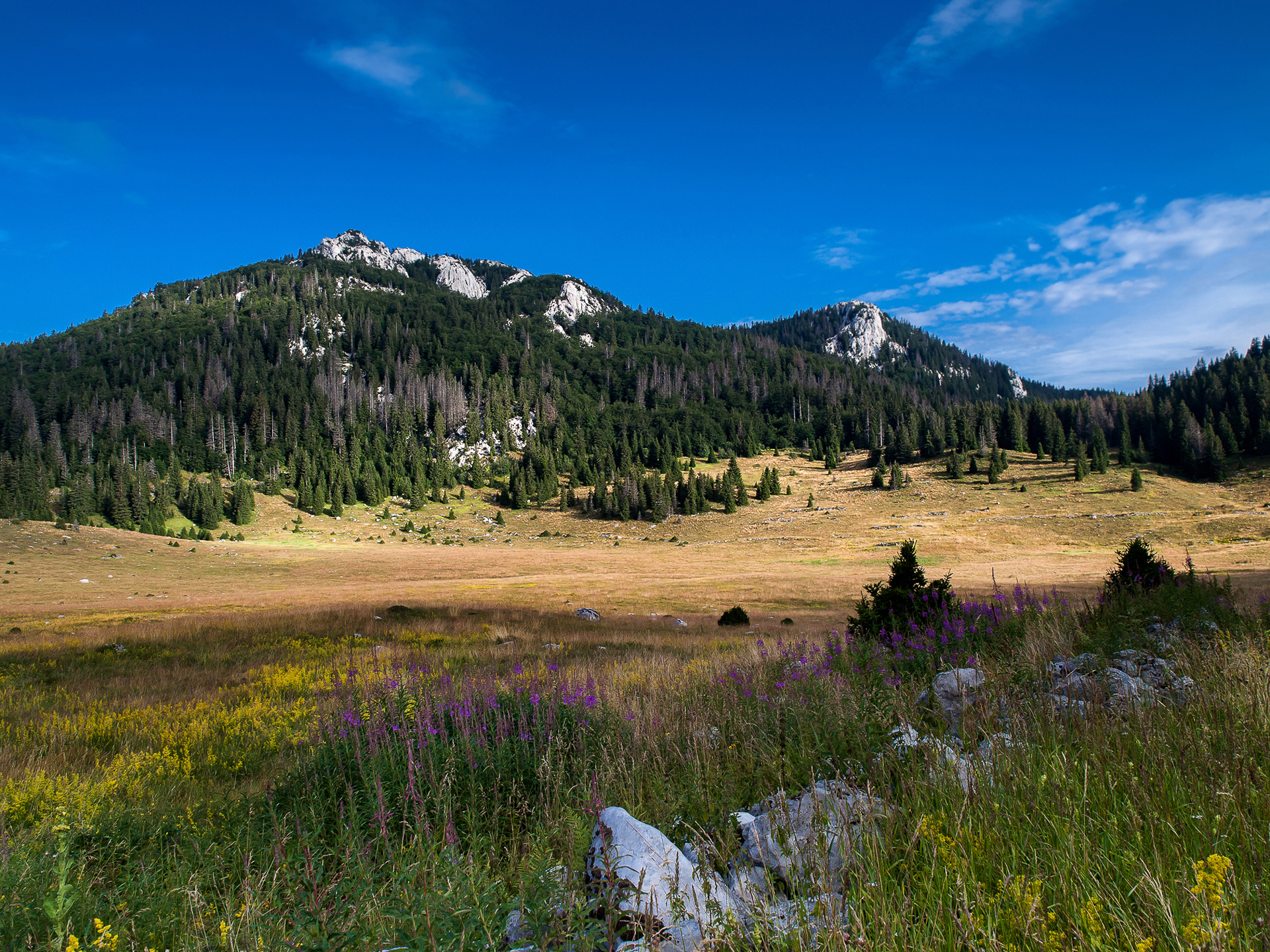
Veliki Lubenovac, Nord Velebit
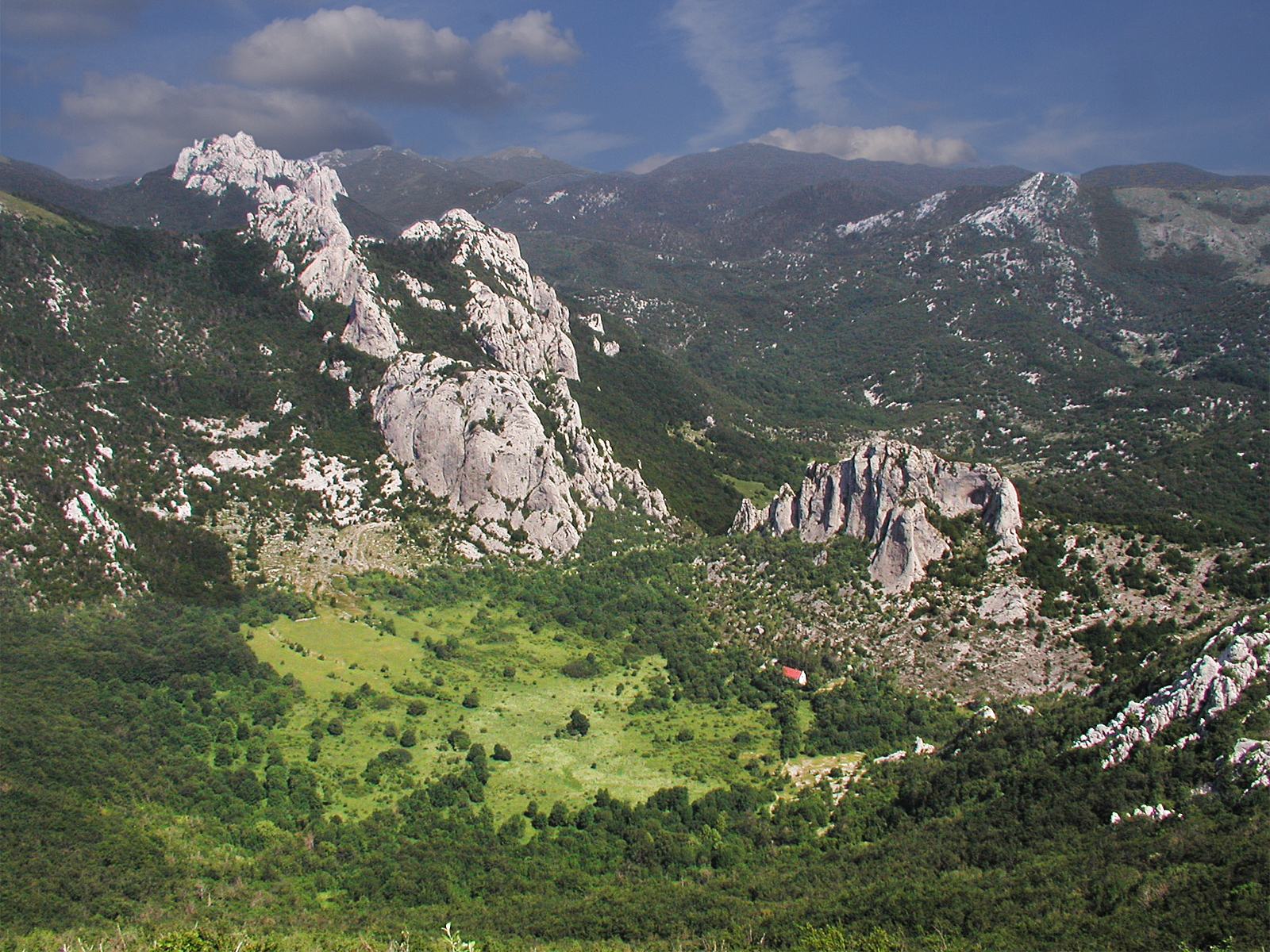
Ravni Dabar, Mittel Velebit
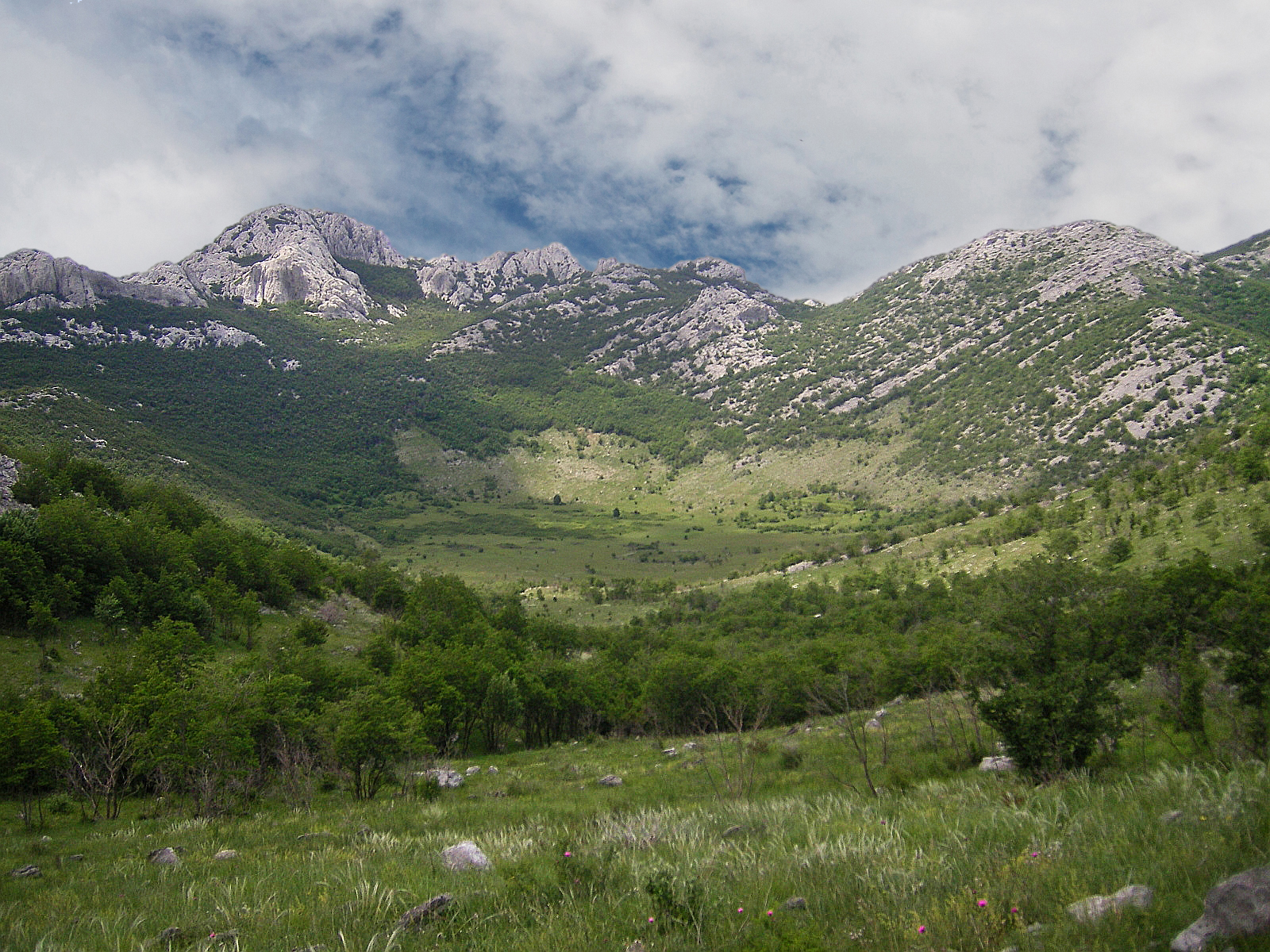
Duboki Dol, Süd Velebit